# Haematococcaceae
Famille
Synonymes
- Stephanosphaeraceae Korshikov[2]

La famille des Haematococcaceae est une famille d’algues vertes de l’ordre des Chlamydomonadales. 

## Étymologie
Le nom vient du genre type Haematococcus, composé du préfixe "haemat-", « en rapport avec le sang », et du suffixe "-cocc", « en rapport avec une graine, une baie ou un fruit », littéralement « baie sanguine ».

## Liste des genres
Selon AlgaeBase (7 juillet 2018) :
- Balticola Droop
- Chlorogonium Ehrenberg
- Disceraea A.Morren & C.Morren
- Gungnir T.Nakada
- Haematococcus Flotow
- Hyalogonium Pascher
- Rusalka Nakada
- Stephanosphaera Cohn

Selon BioLib (7 juillet 2018) :
- Haematococcus J. Von Flotow
- Stephanosphaera Cohn

Selon Catalogue of Life (7 juillet 2018) :
- Balticola
- Chlorogonium
- Gungnir
- Haematococcus
- Hyalogonium
- Rusalka
- Stephanosphaera
- Trochogonium

Selon ITIS (7 juillet 2018) :
- Haematococcus J. Von Flotow, 1844
- Stephanosphaera Cohn, 1852

Selon World Register of Marine Species (7 juillet 2018) :
- Balticola Droop, 1956
- Chlorogonium Ehrenberg, 1837
- Gungnir T.Nakada, 2008
- Haematococcus Flotow, 1844
- Hyalogonium Pascher, 1927
- Rusalka Nakada, 2008
- Stephanosphaera Cohn, 1852